# Itara ampla
Itara ampla är en insektsart som beskrevs av Andrej Vasiljevitj Gorochov 2001. Itara ampla ingår i släktet Itara och familjen syrsor. Inga underarter finns listade i Catalogue of Life.